# Dancing Line
Dancing Line, 또는 댄싱 라인은 치타 모바일이 만든 2016년의 게임이다.

## 연령 제한
iOS: 만 4세 이상,
안드로이드: 만 12세 이상.

## 참고 사항
- 안드로이드는 2016년 12월 13일에 출시되었고, iOS는 2016년 12월 21일에 출시되었다.
- 새 스테이지인 오즈의 마법사와 공간, 중국 용이라는 스테이지가 출시되었다.[1]

## 스테이지

### 2016년 스테이지
- 겨울 (2016년 12월 13일 출시)
- 폭풍 (2016년 12월 13일 출시)
- 사막 (2016년 12월 13일 출시)
- 혼돈 (2016년 12월 21일 출시)
- 시작(삭제됨) (2016년 12월 21일 출시, 2017년 2월 15일 삭제)

### 2017년 스테이지
- 피아노 (2017년 1월 21일 출시)
- 가을 (2017년 2월 24일 출시)
- 평원 (2017년 3월 17일 출시)
- 대성당 (2017년 4월 8일 출시)
- 지구 (2017년 5월 17일 출시)
- 크리스탈 (2017년 6월 13일 출시)
- 겨울 House Remix (2017년 6월 13일 출시)
- 산 (2017년 6월 30일 출시(iOS)/2017년 7월 6일 출시(안드로이드))
- 중국 가든 (2017년 8월 3일 출시(iOS?)/2017년 8월 9일 출시(안드로이드))
- 해변 (2017년 8월 3일 출시)
- 평원 Reggae Remix (2017년 8월 25일 출시)
- 선원의 이야기 (2017년 9월 28일 출시)
- All About Us(Marta) (2017년 10월 14일 출시)
- 시간 (2017년 10월 27일 출시)
- 할로윈 (2017년 10월 27일 출시)
- 미로 (2017년 11월 29일 출시)
- 크리스마스 이브 (2017년 12월 20일 출시)

### 2018년 스테이지
- 사반나 (2018년 2월 1일 출시)
- 발렌타인 (2018년 2월 12일 출시)
- 서부 세계 (2018년 3월 16일 출시(iOS)/2018년 3월 23일 출시(안드로이드))
- The Faded - Alan Walker(삭제됨) (2018년 3월 23일 출시, 삭제일 2020년 6월 11일)
- 폭풍 Blues Remix (2018년 4월 23일 출시(iOS)/2018년 4월 29일 출시(안드로이드))
- 봄 (2018년 4월 23일 출시)
- 하늘의 꿈 (2018년 5월 18일 출시)
- 힙합 에볼루션 (2018년 6월 20일 출시(iOS)/2018년 6월 27일 출시(안드로이드))
- 축구 (2018년 7월 6일 출시)
- The Faded Original(삭제됨) (2018년 7월 27일 출시, 2019년 4월 18일 삭제)
- 미운 새끼 오리 (2018년 8월 10일 출시)
- 레전드 오브 어쌔신/닌자 전설 (2018년 9월 29일 출시)
- The Despacito(Luis Fonsi)(삭제됨) (2018년 10월 12일 출시, 2019년 10월 11일 삭제)
- 할로윈 퍼즐 (2018년 10월 25일 출시)
- The Alone(삭제됨) (2018년 11월 17일 출시, 삭제일 알 수 없음)
- 레이싱 (2018년 출시)
- 지구 Color Remix (2018년 12월 19일 출시)
- 크리스마스 파티 (2018년 12월 19일 출시)

### 2019년 스테이지
- 종말(Theo5970) (2019년 1월 9일 출시)
- 설날/중국 새해 (2019년 1월 26일 출시)
- 바다/대양 (2019년 2월 15일 출시)
- 봄 자장가 (2019년 2월 27일 출시)
- 골목 (2019년 2월 27일 출시)
- 하늘의 꿈 _ Color (2019년 3월 21일 출시)
- 대성당 Rock Remix (2019년 4월 3일 출시)
- 부활절 (2019년 4월 18일 출시)
- 황소 자리 (2019년 5월 15일 출시)
- 엑소더스 (2019년 5월 29일 출시)
- 농구 (2019년 6월 13일 출시)
- 전쟁 (2019년 7월 17일 출시)
- 놀이동산 (2019년 8월 21일 출시)
- 인도 여행 (2019년 출시)
- 러브 스토리 (2019년 11월 23일 출시)

### 2020년 스테이지
- 3주년 (2020년 1월 16일 출시)
- 비디오 게임 (2020년 1월 16일 출시)
- 사무라이 (2020년 4월 2일 출시)
- Faded - Easy Mode (2020년 4월 2일 출시)

(2020년 4월 3일부터 2023년 11월 15일까지는 업데이트 없음)

### 2023년 스테이지
- 여행 (2023년 11월 16일 출시(iOS)/2023년 11월 21일 출시(안드로이드))

### 2024년 스테이지
- 오즈의 마법사 (2024년 1월 26일 출시(iOS)/2024년 1월 27일 출시(안드로이드))
- 공간 (2024년 2월 6일 출시(3시 57분(iOS), 4시 57분(안드로이드)))
- 중국 용 (2024년 5월 21일 출시)
- 하늘의 꿈#하늘의 꿈 Chamber Remix (2024년 5월 21일 출시)

## 안드로이드 서비스 종료
2020년 초기에 3주년 스테이지가 나오고 안드로이드 댄싱라인 서비스가 종료됐다.

## 현재 업데이트 근황
2024년 5월 21일에 스테이지 2개가 나오고 더 이상 업데이트는 되지 않는 상태이다.
1. ↑  다른 스테이지들은 모두 여행에 있지만, 공간은 새로 생긴 탭인 창조에 추가되었다.